# سیارک ۹۶۹۹
سیارک ۹۶۹۹ (به انگلیسی: 9699 Baumhauer، نامگذاری:3036T-1) نه هزار و ششصد و نود و نهمین سیارک کشف شده‌است که در ۲۶ مارس ۱۹۷۱ کشف شد.
قدر مطلق سیارک برابر ۱۳٫۳۰ است.